# اللغات الرسمية في الهند

الولايات والأقاليم الاتحادية في الهند تبعاً للغة الأولى الأكثر شيوعاً في كلٍ منها.

اللغات الرسمية في الهند هي جل اللغات التي يحددها دستور الهند كلغات رسمية لحكومة الهند كما هو مكتوب باللغة الهندية في نص ديوناكري، وكذلك اللغة الإنجليزية. حيث لا توجد لغة قومية بحسب ما ينص عليه الدستور الهندي. في حين يتم استخدام اللغة الهندية لأغراض رسمية مثل الإجراءات البرلمانية والقضاء والاتصالات بين الحكومة المركزية وحكومة الولاية. تتمتع الولايات في الهند بالحرية والصلاحيات لتحديد لغة أو اللغات الرسمية الخاصة بها من خلال التشريع، وبالتالي هناك 22 لغة معترف بها رسمياً في الهند منها اللغة الهندية الأكثر استخدامًا. حيث يصل نسبة عدد الناطقين باللغة الهندية إلى حوالي 25% من مجموع سكان الهند، بما في ذلك اللهجات الهندية والتي يطلق عليها اللغات الهندية، فإن المجموع يصل إلى حوالي 44% من الهنود معظمهم من الولايات الواقعة تحت الحزام الهندي. أما اللغات الهندية الأخرى فيتحدث بها حوالي 10% أو أقل من السكان.

## لغات الاتحاد الرسمية

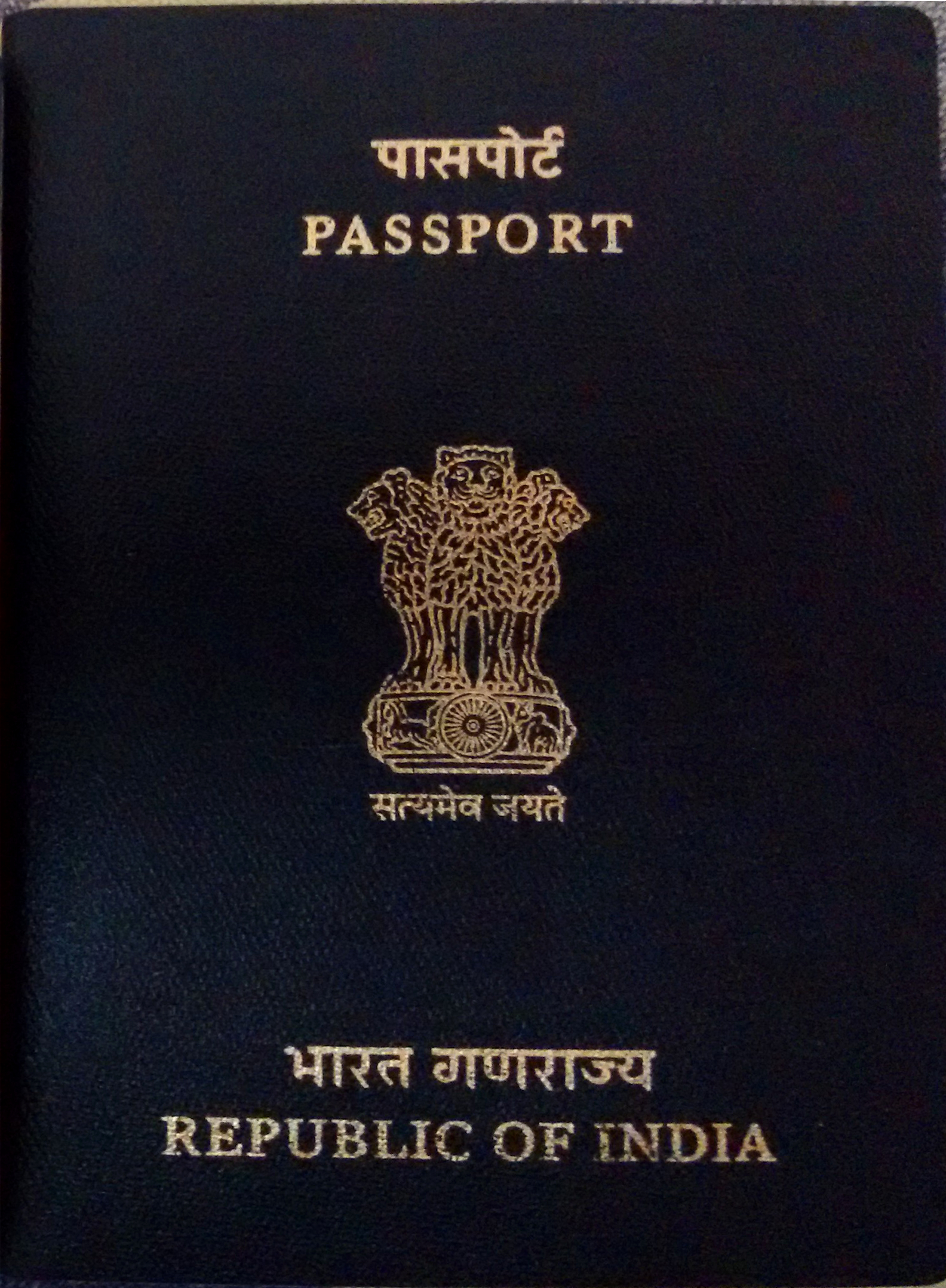
الغلاف الأمامي لجواز السفر الهندي المعاصر، مع الشارة الوطنية والكتابات باللغة الهندية واللغة الإنجليزية.

في عام 1950 أعلن دستور الهند أن اللغة الهندية المكتوبة بنظام ديوناكري هي اللغة الرسمية للاتحاد. وما لم يقرر البرلمان خلاف ذلك تقرر التوقف عن استخدام اللغة الإنجليزية لأغراض رسمية بعد 15 سنة من دخول الدستور حيز التنفيذ، أي في 26 يناير 1965. ومع ذلك، فإن احتمال التغيير أدى إلى انزعاج الكثيرين في المناطق غير الناطقة بالهندية. وخاصة الولايات الناطقة بالدرافيدية التي لم تكن لغتها مرتبطة بالهندية على الإطلاق. ونتيجة لذلك، سن البرلمان قانون اللغات الرسمية سنة 1963،
 والذي ينص على استمرار استخدام اللغة الإنجليزية لأغراض رسمية إلى جانب اللغة الهندية حتى بعد عام 1965.
في أواخر عام 1964، جرت محاولات صريحة لإنهاء استخدام اللغة الإنجليزية بتمرير مشروع قانون، لكن تلك المحاولات قوبلت باحتجاجات من ولايات مثل ماهاراشترا، تاميل نادو، البنجاب، البنغال الغربية، كارناتاكا، بودوتشيري، أندرا براديش. تحولت بعض هذه الاحتجاجات إلى أعمال عنف. ونتيجة لذلك، تم إسقاط الاقتراح وتم تعديل القانون نفسه في عام 1967 ليضمن عدم استخدام اللغة الإنجليزية حتى يتم تمرير قرار بهذا المعنى من قبل السلطة التشريعية في كل ولاية لم يتم تبني اللغة الهندية كلغة رسمية، ومن قبل كل بيت في البرلمان الهندي. وعليه كان الموقف أن تواصل حكومة الاتحاد استخدام اللغة الإنجليزية باعتبارها «لغة رسمية فرعية» بالإضافة إلى اللغة الهندية لأغراضها الرسمية. بالمقابل وجب الإعداد وتنفيذ برنامج لزيادة استخدام الهندية بشكل تدريجي.

### قائمة اللغات الرسمية حسب الولاية
قائمة لغات ولايات الهند الرسمية

| الترتيب | الولاية       | اللغة/اللغات الرسمية              | لغة/لغات رسمية إضافية |
| ------- | ------------- | --------------------------------- | --- |
| 1.      | أندرا برديش   | التيلوغوية                        | |
| 2.      | أروناجل برديش | الإنجليزية                        | |
| 3.      | آسام          | الآسامية                          | البنغالية في ثلاث مقاطعات من وادي باراك، البودووية في مناطق مجلس بودولاند الإقليمي                                                              |
| 4.      | بهار          | الهندية                           | الأردية |
| 5.      | تشاتيسغار     | الهندية                           | |
| 6.      | غوا           | الكونكانية والإنجليزية            | المراثية:27 |
| 7.      | كجرات         | الكجراتية                         | الهندية |
| 8.      | هاريانا       | الهندية                           | الإنجليزية والبنجابية |
| 9.      | هيماجل برديش  | الهندية                           | |
| 10.     | جامو وكشمير   | الأردية                           | |
| 11.     | جهارخاند      | الهندية                           | الأردية والأوريا |
| 12.     | كارناتاكا     | الكنادية                          | |
| 13.     | كيرلا         | الماليالامية والإنجليزية          | |
| 14.     | ماديا براديش  | الهندية                           | |
| 15.     | ماهاراشترا    | المراثية                          | |
| 16.     | مانيبور       | المانيبورية                       | الإنجليزية |
| 17.     | ميغالايا      | الإنجليزية                        | الخاسية والغاروية |
| 18.     | ميزورام       | الميزو                            | الإنجليزية والهندية |
| 19.     | ناجالاند      | الإنجليزية                        | |
| 20.     | أوديشا        | الأوريا                           | [ 36 ] |
| 21.     | بنجاب         | البنجابية                         | |
| 22.     | راجستان       | الهندية                           | |
| 23.     | سيكيم         | النيبالية                         | عشر لغات محلية إضافية |
| 24.     | تاميل نادو    | التاميلية                         | |
| 25.     | تيلانغانا     | التيلوغوية                        | الأردية |
| 26.     | ترايبورا      | البنغالية والإنجليزية والكوكبوروك | |
| 27.     | أتر برديش     | الهندية                           | أردية |
| 28.     | أوتاراخند     | الهندية                           | السنسكريتية |
| 29.     | بنغال الغربية | البنغالية                         | النيبالية في تقسيمات دارجيلنغ وکورسیونغ الفرعية، الأردية والهندية والأوريا والسنتالية والبنجابية وKamtapuri ولهجة رنغفورية ‏ والكورمالية وKurukh |

قائمة اللغات الرسمية للمناطق (الأقاليم) الاتحادية
| الترتيب | المنطقة (الإقليم) الاتحادي | اللغة/اللغات الرسمية                                | لغة/لغات رسمية إضافية    |  |
| ------- | -------------------------- | --------------------------------------------------- | ------------------------ |  |
| 1.      | جزر أندمان ونيكوبار        | الهندية والإنجليزية                                 | البنغالية                |  |
| 2.      | شانديغار                   | الإنجليزية                                          |                          |  |
| 3.      | دادرا وناجار هافلي         | الكجراتية والمراثية والهندية                        |                          |  |
| 4.      | دمن وديو                   | الكجراتية والكونكانية والمراثية                     |                          |  |
| 5.      | دلهي                       | الهندية والإنجليزية                                 | البنجابية والأردية       |  |
| 6.      | لكشديب                     | الماليالامية والماهل (في جزيرة مينيكوي) والإنجليزية |                          |  |
| 7.      | بودوتشيري                  | الفرنسية والتاميلية والإنجليزية                     | التيلوغوية والماليالامية |  |

## وصلات خارجية
- قسم اللغة الرسمية (DOL) - وزارة الشؤون الداخلية الهندية (بالهندية)
- جيسون بالدريدج - توفيق التنوع اللغوي: تاريخ ومستقبل السياسة اللغوية في الهند (بالإنجليزية)